# قدرة التبادل الكاتيوني
قدرة التبادل الكاتيوني (بالإنجليزية:  Cation-exchange capacity)‏ أو اختصارا
(CEC)
هي مقياس لعدد الكاتيونات التي يمكن الاحتفاظ بها على أسطح جسيمات التربة. تربط الشحنات السلبية على أسطح جزيئات التربة ذرات أو جزيئات ذات شحنة موجبة (كاتيونات)، ولكنها تسمح لها بالتبادل مع جزيئات أخرى شحنتها موجبة في المحيط وماء التربة. هذه واحدة من الطرق التي تبين أن المواد الصلبة في التربة تغير كيمياء التربة. تؤثر قدرة التبادل الكاتيوني على العديد من جوانب كيمياء التربة، وتستخدم كمقياس لخصوبة التربة، حيث أنها تشير إلى قدرة التربة على الاحتفاظ بالعديد من العناصر المغذية (مثل K+، و NH4+، وCa2+) في شكل متاح. ويشير أيضا إلى القدرة على الاحتفاظ بالكاتيونات الملوثة (مثل Pb2+).

## تعريف ومبادئ

تبادل كاتيوني على سطح جزيئات التربة

يتم تعريف قدرة التبادل الكاتيوني على أنها مقدار الشحنة الموجبة التي تبادلها لكل كتلة من التربة، والتي تقاس عادة بcmolc/kg. بعض الكتابات تستخدم قديما، ويكافئها وحدات me/100g أو meq/100g. وتقاس قدرة التبادل الكاتيوني بالمولات في الشحنة الكهربائية، لذلك يمكن أن تكون قدرة تبادل الكاتيون 10 cmolc/kg على 10 cmol من Na+ الكاتيونات (مع 1 وحدة شحنة لكل كاتيون) لكل كيلوغرام من التربة، ولكن فقط 5 cmol من Ca2+ (وحدتين من شحنة لكل كاتيون). وتنشأ القدرة على تبادل الكاتيون من شحنات سلبية مختلفة على أسطح جسيمات التربة، ولا سيما تلك المتعلقة بالمواد الطينية والمواد العضوية الترابية. يتكون الطين من معادن السيليكات من صفائح الألمنيوم وأكسيد السيليكون. ويمكن أن يؤدي استبدال ذرات الألمنيوم أو السيليكون بعناصر أخرى ذات شحنة أقل (على سبيل المثال Al3 + محل Mg2 +) إلى إعطاء هيكل الطين شحنة سالبة صافية. هذه الشحنة لا تنطوي على ديبروتوناتيون وبالتالي فدرجة الحموضة مستقلة، ودعا شحنة دائمة. وبالإضافة إلى ذلك، فإن حواف هذه الأوراق تعرض العديد من مجموعات هيدروكسيل الحمضية التي ديبروتوناتد لترك شحنات سلبية على مستويات الرقم الهيدروجيني في العديد من أنواع التربة.
كما أن المادة العضوية تسهم إسهاما كبيرا جدا في التبادل الكاتيوني، نظرا لعدد كبير من المجموعات الوظيفية المشحونة. وعادة ما تكون قدرة التبادل الكاتيوني أعلى بالقرب من سطح التربة، حيث محتوى المادة العضوية هو الأعلى، وينخفض مع العمق. قدرة التبادل الكاتيوني عالية من المواد العضوية حيث تعتمد على درجة الحموضة. يتم امتصاص الكاتيونات على سطح التربة عن طريق التفاعل الكهربائي بين شحنة موجبة وشحنة سالبة من السطح، ولكنها تحتفظ بقشرة من جزيئات الماء ولا تشكل روابط كيميائية مباشرة مع السطح. وبالتالي تشكل الكاتيونات القابلة للتبديل جزءا من الطبقة المنتشرة فوق السطح المشحون. الربط ضعيف نسبيا، ويمكن بسهولة أن يتم تهجير الموجبة من السطح من قبل الكاتيونات الأخرى من المحاليل المحيطة بها.

## درجة حموضة التربة

تأثير درجة حموضة التربة على قدرة التبادل الكاتيون

كمية الشحنة السلبية من ديبروتونات من مجموعات هيدروكسيد الطين أو المواد العضوية يعتمد على الرقم الهيدروجيني للمحاليل المحيطة بها. زيادة الرقم الهيدروجيني (أي خفض تركيز H+ الكاتيونات) يزيد هذا شحنة المتغير، وبالتالي يزيد أيضا من قدرة التبادل الكاتيوني.

## القياسات

مبدأ قياس قدرة التبادل الكاتيوني

يتم قياس قدرة التبادل الكاتيوني للتربة عن طريق تشريد جميع الكاتيونات المترابطة مع محلول مركز من كاتيون آخر، ثم قياس الكاتيونات المشردة أو كمية الكاتيونات المضافة التي يتم الاحتفاظ بها. الباريوم (Ba2+) والأمونيوم (NH4+) وكثيرا ما تستخدم كاتيونات متبادلة، على الرغم من إتاحة العديد من الطرق الأخرى.
قياسات قدرة التبادل الكاتيوني تعتمد على درجة الحموضة، وبالتالي غالبا ما يتم مع محلول منظم في قيمة الرقم الهيدروجيني معين. إذا كان هذا الرقم الهيدروجيني يختلف عن درجة الحموضة الطبيعية للتربة، فإن قياسه لا يعكس قدرة التبادل الكاتيوني الحقيقية في ظل الظروف العادية. وتسمى قياسات قدرة التبادل الكاتيوني هذه «قدرة التبادل الكاتيوني المحتملة». وبدلا من ذلك، يسمى القياس في درجة الحموضة للتربة المحلية «قدرة التبادل الكاتيوني الفعالة»، التي تعكس بشكل أكبر القيمة الحقيقية، ولكنها يمكن أن تجعل المقارنة المباشرة بين التربة أكثر صعوبة.

## القيم النموذجية
يتم تحديد قدرة التبادل الموجبة للتربة من خلال المواد المكونة لها، والتي يمكن أن تختلف اختلافا كبيرا في قيمها الفردية لقدرة التبادل الكاتيوني. وبالتالي فإن قدرة التبادل الكاتيوني تعتمد على المواد الأم التي تتطور منها التربة، والظروف التي وضعت فيها. هذه العوامل هي أيضا مهمة لتحديد درجة الحموضة التربة، والتي لها تأثير كبير على قدرة التبادل الكاتيوني.